# Melayu Tengah
Melayu Tengah is een bestuurslaag in het regentschap Rokan Hilir van de provincie Riau, Indonesië. Melayu Tengah telt 776 inwoners (volkstelling 2010).